# Tomás Tato Julián
Tomás Tato Julián (Ceuta, 1833 - Alacant, ?) va ser un empresari i polític valencià, alcalde d'Alacant durant la restauració borbònica.
Nascut a Ceuta d'una família d'origen alacantí, es va traslladar a Alacant amb el seu oncle José María Tato, un dels impulsors de la construcció del barri de Sant Blai. Allí hi va construir un molí-fàbrica i el 1877 aconseguí que hi arribés l'aigua corrent. El mateix any es va associar amb Eleuterio Maisonnave Cutayar i ambdós foren membres del consell d'administració de la recentment creada Caixa d'Estalvis d'Alacant. En 1882 va ser alcalde d'Alacant. Té un carrer dedicat a Alacant.